# Los sin nombre
Los sin nombre (en catalán: Els sense nom) es una película de terror dirigida por Jaume Balagueró y protagonizada por Emma Vilarasau.

## Argumento
La policía española encuentra el cuerpo espantosamente mutilado de una niña en una alcantarilla. Los padres de la desaparecida Angela Gifford, de seis años, la editora local, Claudia, y su esposo británico, Marc, están debidamente notificados. La identificación solo se considera posible gracias a un brazalete y una discrepancia en la longitud de la pierna de cuatro centímetros. Faltan todos los demás rasgos de identificación y el cuerpo muestra inserciones de agujas y quemaduras con ácido, aparentemente infligidas antes de la muerte.
Cinco años después, Claudia sigue atormentada por la tragedia. Vive sola, adicta a los tranquilizantes y acosada por su posesivo exnovio Toni. Un día, recibe una llamada telefónica desesperada de alguien que se identifica como su presunta hija muerta y suplica que la rescaten. Intrigada por el parecido con la voz de Ángela y la mención de un lugar junto al mar donde solía llevar a su hija, Claudia visita el lugar. La clínica desierta cercana revela imágenes angelicales grotescas y una bota ortopédica aparentemente dejada para que ella la encuentre. Claudia contacta a Massera, el detective que investigó la desaparición de Ángela. A pesar de su reciente baja de la fuerza, accede a investigar.
La investigación de Massera da credibilidad a la hipótesis de que Angela está viva, ya que una niña con características similares desapareció casi al mismo tiempo y podría haber sido utilizada para fingir la muerte de Angela. Una visita a un experto jesuita en la Universidad Pontificia descubre un extraño culto satánico llamado The Nameless. Fue documentado por primera vez en Liverpool en 1962 y dirigido por el expatriado argentino Santini, cuyo enfoque científico de la ponerología fue mucho más allá de las actividades de sus círculos ocultistas originales de Londres. Creía en el mal absoluto y en el camino para revertir la santidad a través de actos atroces. También abogó por el despojo radical del ego hasta el punto de perder el nombre de uno, por lo tanto, el sobrenombre sin nombre. Santini fue arrestado en 1982 por violar y mutilar a dos niños. Su proyecto tenía vínculos con la Sociedad Thule y un cómplice suyo, un neurólogo del campo de concentración de Dachau, fue liberado más tarde por falta de pruebas.
Claudia y Massera se cruzan con el periodista sensacionalista ocultista Quiroga, quien recibe una cinta de video etiquetada con el número de teléfono de Claudia. Contiene una película snuff que presenta a una joven víctima femenina, seguida de imágenes encubiertas de Claudia visitando la clínica abandonada. Temiendo por su seguridad y cordura, Claudia pasa la noche en el departamento de Massera. Su vínculo se profundiza cuando se entera de que él enviudó el año anterior y está tan abatido como ella. Mientras tanto, su exnovio desquiciado es abordado en un bar por un hombre horriblemente desfigurado cuya mirada había perturbado a Claudia en una escena anterior. Este extraño incita a Toni a entrar en su apartamento sin ser invitado, y se le unen cómplices cuando se van.
Claudia y Massera visitan a Santini en prisión. Su semblante ya inquietante se ve agravado por una enfermedad de la piel inoculada durante su internamiento forzoso en Dachau. Le habla a Claudia con acertijos, menciona indirectamente su relación con Angela, relata su confinamiento en una cápsula de cobalto en Dachau y ensalza el mal y el sufrimiento como fuentes de iluminación. Las súplicas de Claudia provocan su enigmático consejo de encontrar a Angela "donde comenzó todo". Pronto se hace evidente que los seguidores de Santini todavía están activos; al regresar a su apartamento, Claudia y Massera encuentran a Toni masacrado, junto con otro mensaje críptico.
El rastro conduce al hotel ahora abandonado donde Angela fue concebida, revelando así la misteriosa pista de Santini. Quiroga avanza siguiendo las indicaciones del neurólogo de Dachau, pero los cultistas lo someten y lo matan rápidamente. Massera llega poco después y es asesinado. Claudia es atraída allí por una llamada telefónica de Ángela. Ella es recibida por miembros del culto, incluido el padre de Angela. Marc revela que la concepción, el secuestro y la corrupción a través de la tortura de Angela fueron predeterminados de manera elaborada por el culto, en su búsqueda de un ser malvado puro. Claudia se enfrenta a su hija visiblemente pervertida, cuya tarea ahora es cometer la "última atrocidad" para la que fue preparada y condicionada: el matricidio. En cambio, Angela le dispara a Marc a través de la puerta y parece resistirse brevemente al adoctrinamiento, antes de proclamar que tiene un plan más siniestro que el del culto. Ella le dice cínicamente a Claudia "Te llamaré [otra vez]", antes de poner el arma en su boca y apretar el gatillo.

## Estrenos

### Oficiales
| País          | Fecha                   |
| ------------- | ----------------------- |
| España        | 12 de noviembre de 1999 |
| Eslovenia     | 31 de julio de 2000     |
| Francia       | 23 de agosto de 2000    |
| Corea del Sur | 6 de enero de 2001      |
| Hong Kong     | 10 de enero de 2002     |
| México        | 15 de marzo de 2002     |
| Italia        | 12 de julio de 2002     |

## Reparto
| Actriz/Actor     | Personaje                |
| ---------------- | ------------------------ |
| Emma Vilarasau   | Claudia Horts de Gifford |
| Karra Elejalde   | Bruno Massera            |
| Tristán Ulloa    | Quiroga                  |
| Toni Sevilla     | Franco                   |
| Brendan Price    | Marc Gifford             |
| Jordi Dauder     | Forense/Patólogo         |
| Núria Cano       | Policía                  |
| Isabel Ampudia   | Secretaria               |
| Carlos Lasarte   | Santini                  |
| Jessica Del Pozo | Angela Gifford           |

## Premios
- 15 premios y 4 nominaciones.

- Datos: Q2140534